# حارة أهل سالم الهيثمي (مودية)
أهل سالم الهيثمي هي إحدى حارات حي 14-أكتوبر بمدينة مودية التابعة لمحافظة أبين، بلغ تعداد سكانها 576 نسمة حسب تعداد اليمن لعام 2004.